# Астрик
Астрик из Паннонхальмы (955, Бавария — 1030-е, Королевство Венгрия) — католический святой XI века, бенедиктинский монах, главный соратник короля Иштвана Святого в деле христианизации Венгрии. Первый аббат монастыря Паннонхальма и первый архиепископ Эстергома.

## Биография
Был спутником святого Адальберта Пражского в его миссионерской работе в Богемии, был первым аббатом Бржевновского монастыря, основанного св. Адальбертом. Дальнейшая миссионерская деятельность Астрика протекала в Венгрии. В 996 году князь Геза основал монастырь Паннонхальма, который стал центром христианства в Венгрии; Астрик стал первым настоятелем этого монастыря.
Астрик служил также и сыну Гезы, Иштвану Святому, при котором христианство стало государственной религией Венгрии. Папа Сильвестр II даровал Иштвану титул короля, при этом вероятно именно Астрик служил королевским послом и привёз Иштвану корону из Рима. В 1000 году Астрик торжественно короновал Иштвана Святого. Сюжет принесения Астриком короны из Рима и коронации Иштвана популярен в венгерском как церковном, так и светском искусстве.
Астрик был первым архиепископом Эстергома. Внёс большой вклад в дело проповеди христианства в Венгрии и установления церковных структур.
Католическая церковь отмечает память святого Астрика 12 ноября.